# Ignác Syrovátka
Ignác Syrovátka (30. července 1914 Buchlovice – 23. června 1998 Prešov) byl český generál, příslušník Československé armády v zahraničí v období druhé světové války, politický vězeň komunistického režimu a zahradní architekt.

## Život

### Před druhou světovou válkou
Ignác Syrovátka se narodil 30. července 1914 v Buchlovicích na Uherskohradišťsku. V rodné obci vychodil obecnou a měšťanskou školu. Byl členem Sokola. V roce 1929 se jeho rodina odstěhovala na Hanou. Vystudoval střední zahradnickou školu v Mělníku, kde v roce 1936 odmaturoval. Prezenční vojenskou službu nastoupil ještě v témže roce, vystudoval Vojenskou akademii v Hranicích a dosáhl hodnosti poručíka. Po ukončení studií se s rodiči vrátil do Buchlovic.

### Druhá světová válka

#### Obrana národa a útěk do Francie
Do protinacistického odboje vstoupil Ignác Syrovátka již v roce 1938 po odstoupení pohraničí nacistickému Německu. Byl ustanoven velitelem buchlovické roty Obrany národa. Po rozkrytí organizace a zahájení zatýkání jejích členů opustil 22. prosince 1939 společně s bratrancem Oldřichem Kaňovským a Rostislav Bébarem v prostoru Strání ilegálně Protektorát Čechy a Morava. Skupina přešla na Slovensko, kde byla zatčena příslušníky Hlinkovy gardy, krátce vězněna v Novém Městě nad Váhom a poté vrácena na hranice u Strání. Odtud se uprchlíci opět vydali přes Slovensko do Budapešti, kde se přihlásili na francouzském konzulátu. Otud pokračovali do Záhřebu, kde musel Ignác Syrovátka zůstat v péči místních Sokolů, protože onemocněl. Ostatní pokračovali dále. Po vyléčení se přesunul do Bělehradu, kde mu byly na francouzském konzulátu vystaveny doklady, aby mohl pokračovat přes Řecko, Turecko, Sýrii a Bejrút do Marseille. V Agde byl zařazen do zde vznikající jednotky Československé armády v zahraničí na pozici velitele čety 2. pěšího praporu. Zúčastnil se bitvy o Francii. Po jejím pádu v červnu 1940 se ze Sète společně s dalšími evakuoval do Spojeného království.

#### Spojené království
Ve Spojeném království byl Ignác Syrovátka ustanoven velitelem čety 1. roty 2. pěšího praporu 1. československé smíšené brigády. V Ringway u Manchesteru absolvoval parašutistický kurz a v lednu 1944 se přihlásil o přeložení do Sovětského svazu, kam společně s dalšími odcestoval přes  Gibraltar, Egypt, Damašek, Basru a Teherán.

#### Sovětský svaz a Slovenské národní povstání
V dubnu 1944 byl Ignác Syrovátka zařazen k 2. československé paradesantní brigádě. Zúčastnil se Karpatsko-dukelské operace, během října 1944 byl společně s brigádou vysazen na slovenské území a zúčastnil se bojů Slovenského národního povstání. Po jeho porážce se společně s dalšími ukrýval v Nízkých Tatrách, kde přečkal zimu a na jaře 1945 se přidal postupujícím k rumunským jednotkám. Dosáhl hodnosti štábního kapitána.

### Po druhé světové válce
Po skončení druhé světové války zůstal Ignác Syrovátka v armádní službě. Ještě v roce 1945 se oženil. V roce 1946 začal studovat Vysokou školu válečnou v Praze, studia ale nedokončil, protože byl v roce 1949 zatčen Státní bezpečností a ve vykonstruovaném procesu odsouzen ke třem a půl let vězení. Vězněn byl na plzeňských Borech. Propuštěn byl v roce 1953, byl zbaven vojenské hodnosti a nucen živit se v dělnických profesích. Nadále byl sledován Státní bezpečností. V roce 1957 započal studium na Katedře zahradnictví v Lednici, v roce 1963 odpromoval a získal specializaci zahradní a parkové architektury. Pracoval jako zahradní architekt v Prešově, do důchodu odešel v roce 1974. Plně rehabilitován byl v roce 1990, v roce 1993 byl povýšen do hodnosti generálmajora. Zemřel 23. června 1998 v Prešově, odkud pocházela jeho manželka. Pohřben byl v rodných Buchlovicích.

## Rodina
Pro činnost v buchlovické rotě Obrany národa získal Ignác Syrovátka i dva své bratrance Oldřicha a Rostislava Kaňovské. Oba se po odchodu ze země stali příslušníky Royal Air Force.

## Vyznamenání
- 1990 Medaile za zásluhy o Československou lidovou armádu I. stupně